# День выборов (спектакль)
«День вы́боров» — спектакль «Квартета И» и группы «Несчастный случай», премьера которого состоялась в 2003 году. В 2007 и в 2009 году выпущены экранизации спектакля: фарс-мажорная комедия «День выборов» и видеозапись спектакля в виде DVD-диска.

## Сюжет
По решению Эммануила Гедеоновича, владельца радиостанции «Как бы радио», группа сотрудников отправляется в путешествие на теплоходе. Они плывут в одну из областей Поволжья, чтобы принять участие в выборах губернатора, но победа им не нужна: нужно только напугать конкурентов, забрав себе некоторое количество голосов. На борту, помимо сотрудников, находятся любовница Эммануила Гедеоновича, захотевшая таким образом отдохнуть, и священник отец Иннокентий, которого наняли совершенно случайно. Поставленный «за главного» Саша умом и сообразительностью не отличается; остальные всё время над ним подшучивают и выполняют всю работу сами; сотрудница по имени Нонна переживает разлад с мужем, бросившим её после её же многочисленных измен; техник Камиль изо всех сил сдерживается, чтобы не выпить; а их довольно нелепый кандидат оказывается массажистом и «ещё вчера не знал, что будет губернатором». Предвыборная кампания проходит с неожиданными поворотами и случайностями, которые сотрудники ловко направляют в свою пользу. Их ожидают встречи с избирателями — казаками, чапельниковым и алкогольным заводами, военной частью и обычными людьми. Также с ними выступают различные музыкальные исполнители. Но и действующий губернатор не собирается просто так отказываться от своего третьего срока на этом месте.

## Музыка
Музыкальные номера к спектаклю созданы группой «Несчастный случай». Часть из них вошла в одноимённый фильм, часть — нет. В спектакле музыкальные номера исполняют вымышленные музыкальные группы.
| Вымышленная группа                           | Номера                                                          |
| -------------------------------------------- | --------------------------------------------------------------- |
| «Ненормалы»                                  | Выбора́                                                          |
| Дуэт «Поволжские перезвоны»                  | 1) Романс об избирательной урне 2) Куплеты (несколько редакций) |
| Казачий хор г. Приволжска                    | Сказ о битве атамана Парамонова                                 |
| Коля Сокол и Группа «Подворотня»             | Воровская                                                       |
| «ВвверхТорМашки»                             | Ты трансвестит, Машка!                                          |
| «Гибель эскадры»                             | Путин и Христос                                                 |
| «Стоматологи»                                | Песня из сериала «Стоматологи»                                  |
| ВИА «До свидания, молодость»                 | Твист                                                           |
| «ППП» (Парк пубертатного периода)            | Прыщи                                                           |
| Дуэт «Голимые ветром»                        | Прощай, не горюй                                                |
| «Сидя на траве»                              | Растаманская                                                    |
| Наталья Кокорева и ансамбль «Бубенцы России» | Как у девок во селе                                             |

## В ролях
- Александр Демидов — Саша, администратор
- Ростислав Хаит — Слава
- Леонид Барац — Алексей
- Нонна Гришаева — красотка Нонна / Ксения Энтелис — Ксюша Плюшевая, диджей
- Камиль Ларин — Камиль, электрик
- Евгений Стеблов / Александр Жигалкин — Александр Александрович, главный режиссёр областного театра драмы им. А. С. Петухова
- Анна Касаткина — Аня, секретарь
- Алексей Макаров / Фёдор Добронравов — Фёдор
- Максим Виторган / Дмитрий Марьянов / Михаил Полицеймако — Макс, диджей
- Алексей Хардиков — Иннокентий, «святой отец»
- Екатерина Стриженова / Елена Шевченко — Вика (Виктория Александровна), подруга Эммануила Гедеоновича
- Василий Уткин / Александр Цекало / Валдис Пельш — Игорь Владимирович Цаплин, кандидат в губернаторы
- Георгий Мартиросьян — Иван Андреевич Бурдун, командующий военным округом

Группа «Несчастный случай»
- Алексей Кортнев
- Павел Гонин
- Сергей Чекрыжов
- Дмитрий Чувелёв
- Павел Черемисин
- Роман Мамаев
- Максим Лихачёв
- Людмила Крупникова

### На сцене не появляются
- В выпусках новостей появляются:
  - Владимир Познер
  - Леонид Парфёнов
  - Владимир Кара-Мурза
  - Юлия Бордовских
  - Антон Хреков
  - Валерия Новодворская
  - Николай Сванидзе
  - Игорь Золотовицкий — Максим Микрюков, кандидат в губернаторы
- В спектакле звучат голоса актёров:
  - Михаил Козырев — Миша (Михаил Натанович), программный директор «Как бы радио»;
  - Эммануил Виторган — Эммануи́л Гедео́нович, владелец радиостанции;

## Экранизация
Фильм «День выборов» является результатом перенесения спектакля на экран. При этом в текст и музыкальное сопровождение были внесены значительные изменения.